# Ahmed Salem Ould Sidi
Ahmed Salem Ould Sidi, né en 1939, est un officier militaire et homme politique mauritanien qui assure brièvement la fonction de Premier ministre de Mauritanie par intérim du 28 au 31 mai 1979.

## Biographie
Ahmed Salem Ould Sidi participe activement au coup d’État qui renverse le président Moustapha Ould Mohamed Saleck en 1979. Il soutient son camarade Ahmed Ould Bouceif, qui devient alors Premier ministre.
Le 27 mai 1979, Ould Bouceif meurt tragiquement dans un accident d’avion au large de Dakar,. Ould Sidi assure l’intérim à la tête du gouvernement pendant trois jours, jusqu’au 31 mai, date à laquelle Mohamed Khouna Ould Haidalla prend le relais et commence à concentrer tous les pouvoirs entre ses mains,.
Ould Sidi reste vice-président et chef du Comité militaire pour le salut national (CMSN) jusqu’au début de 1980, moment où Haidalla écarte tous les rivaux potentiels. Peu après, Ould Sidi rejoint l’Alliance pour une Mauritanie démocratique (AMD), un mouvement d’opposition lié à l’ancien Président Moktar Ould Daddah.
Le 16 mars 1981, il tente un nouveau coup d’État contre Haidalla, avec l’aide de Mohamed Ould Abdelkader, ancien commandant de l’armée de l’air. L’opération échoue, et le président en profite pour durcir son régime et abandonner toute transition civile. Ould Sidi et Abdelkader sont arrêtés, jugés et exécutés par fusillade peu après l’échec du putsch,.